# Endast djävulen lever utan hopp
Endast djävulen lever utan hopp är en svensk-norsk dokumentärfilm från 2020 regisserad av Magnus Gertten. Ola Kvernberg som komponerade filmmusiken vann priset för bästa originalmusik vid guldbaggegalan 2021.

## Handling
Dilya kämpar för att få sin bror Iskandar frigiven från Jaslykfängelset där han suttit inspärrad sedan 2002. Brodern fängslades när myndigheterna i Uzbekistan arresterade och dömde tusentals personer anklagade för terrorism efter en bombning i Tasjkent 1999. Dilya beviljas asyl i Sverige där hon upptäcker att hennes våldsamme make i hemlighet arbetar åt den uzbekiska regimen.
I slutet av dokumentären stängs Jaslykfängelset ned och Dilya och Iskandar återförenas.